# Valentina Giacinti
Valentina Giacinti (Trescore Balneario, Bérgamo, Italia; 2 de enero de 1994) es una futbolista italiana. Juega como delantera y su equipo actual es la A. S. Roma de la Serie A de Italia. Es internacional con la selección italiana.

## Clubes
| Club                         | País           | Año         |
| ---------------------------- | -------------- | ----------- |
| P. C. A. Atalanta            | Italia         | 2009 - 2012 |
| Napoli C. F.                 | Italia         | 2012 - 2013 |
| Seattle P. H. A. (cedida)    | Estados Unidos | 2013        |
| A. S. D. Mozzanica           | Italia         | 2013 - 2017 |
| A. C. F. Brescia             | Italia         | 2017 - 2018 |
| A. C. Milan                  | Italia         | 2018 - 2022 |
| A. C. F. Fiorentina (cedida) | Italia         | 2022        |
| A. S. Roma                   | Italia         | 2022-act.   |